# L'Enfance volée
L'Enfance volée (en àrab الطفولة المغتصبة) és una pel·lícula marroquí del 1994 dirigida per Hakim Noury. És una de les pel·lícules més populars i influents de Noury. La pel·lícula és ambientada a Casablanca i explica la història de l'abús d'una jove criada.